# 小腸癌

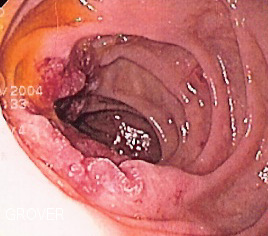
球後十二指腸腺癌的內窺鏡圖像。

在腫瘤學裡，小腸癌是指發生在小腸的惡性腫瘤。和其他消化道的惡性腫瘤例如胃癌和大腸癌比較，小腸癌相對罕見。小腸全长约600cm，占胃肠道全长的70%~80%，但由於消化物暫留時間短，因此癌症病變機率遠低於大腸。小腸腫瘤僅占胃腸道腫瘤中的3～6％，小腸惡性腫瘤僅為胃腸道惡性腫瘤中的1％。研究認為小腸腫瘤發生率低的原因有：小腸特定的酶含量高，細菌少，腸內容物為鹼性，使得癌細胞難以正常活化。含有高濃度的免疫球蛋白A，可中和潛在的致癌病毒。由于罕见性，导致了医学对其病因尚不明确。
小腸癌可以劃分為十二指腸癌，空腸癌和迴腸癌。在病徵上，十二指腸癌較為接近胃癌；空腸癌和迴腸癌則接近大腸癌。
此外小腸癌也存在一些不同的子類型，其中有： 
- 腺癌（Adenocarcinoma）
- 胃腸道基質腫瘤
- 淋巴瘤

## 風險因素
小腸癌的風險因素包括： 
- 克隆氏症
- 乳糜瀉
- 輻射
- 遺傳性胃腸道癌症候群：家族性腺瘤性息肉病、遺傳性非息肉性大腸癌、珀茨－傑格斯綜合征

可能被誤診為是小腸癌的良性腫瘤和症狀：
- 錯構瘤
- 結核

## 附加圖片

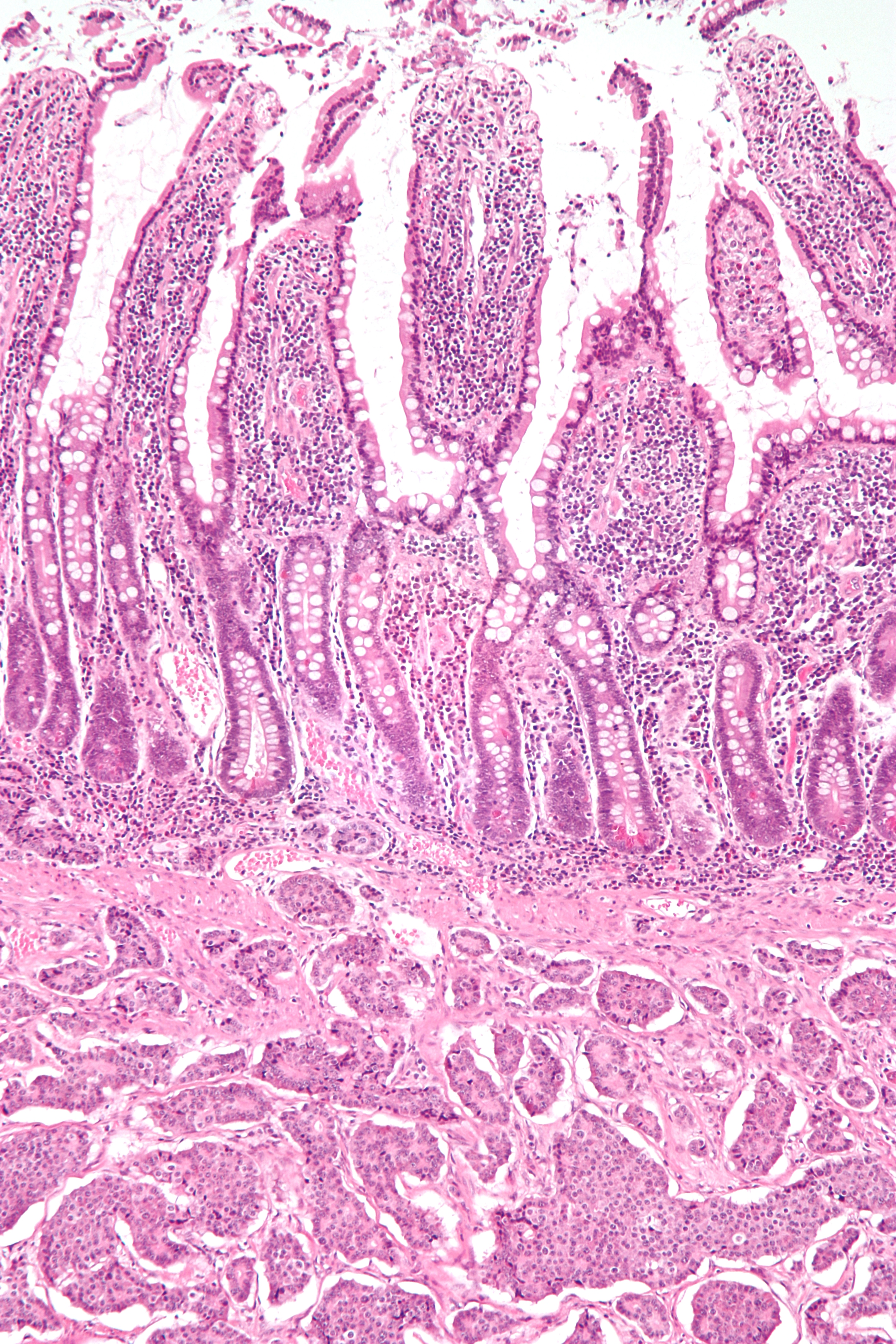
小腸神經內分泌腫瘤顯微照片，蘇木精-伊紅染色。